# Sutonocrea novata
Sutonocrea novata är en fjärilsart som beskrevs av Paul Dognin 1924. Sutonocrea novata ingår i släktet Sutonocrea och familjen björnspinnare. Inga underarter finns listade i Catalogue of Life.